# 比企能樹
比企 能樹（ひき よしき、1933年7月28日 - 2022年10月14日）は、日本の医師。専門は、消化器、外科学。医学博士。北里大学名誉教授。慶應連合三田会会長、慶應交詢社理事、慶應義塾理事・評議員を歴任。

## 経歴・人物
父は国立がんセンター総長を務めた医師の比企能達。 妻は九州大学名誉教授三宅博の長女である比企寿美子（ノンフィクション作家・エッセイスト、フェリス女学院短期大学卒業）。
1933年東京都生まれ。神奈川県立湘南高等学校を経て、1958年に慶應義塾大学医学部を卒業。同大学院医学研究科外科学専攻博士課程修了、医学博士。1966年から1968年まで旧西ドイツ・キール大学医学部外科に留学。1984年より北里大学医学部教授。1994年北里大学東病院院長を経て、1999年北里大学名誉教授。
医学部4年生の時、ボート競技で1956年メルボルンオリンピックに出場。「実は、私のオリンピック出場を許可するかどうか、医学部の教授会で問題となっていたそうです。なぜなら、出席日数が足りないからです。教授会の大勢としては、『もし行くなら留年させろ』という意見が多かったようですが、その場で、当時の学生部長であり、薬理学の教授であった西田先生の『行かせましょう』の鶴の一声で私は晴れてオリンピック代表になれました」と、当時を振り返る。

## 参考資料
- 『故比企能達先生追悼文集』日本大学医学部萩原内科学教室、1969年。
- 比企寿美子『アインシュタインからの墓碑銘』出窓社、2009年。